# 小行星115477
小行星115477（115477 Brantanica）是一颗绕太阳运转的小行星，为主小行星带小行星。该小行星于2003年10月20日发现。
該小行星以發現者詹姆斯·惠特尼·揚的孫子女布蘭登·丹尼爾森（Brandon Danielson）、布列塔尼·丹尼爾森（Brittany Danielson）和莫妮卡·拉恩（Monica Rahn）命名。

## 轨道参数
小行星115477的轨道半长轴为401 393 600 km，2.6831123 UA，离心率为0.107。